# Пенеш, Михаэла
Михаэла Пенеш (рум. Mihaela Peneș; 22 июля 1947, Бухарест — 29 августа 2024) — румынская легкоатлетка, олимпийская чемпионка.
Родилась в 1947 году в Бухаресте. В 1964 году на Олимпийских играх в Токио завоевала золотую медаль, метнув копьё на 60 м 54 см. В 1965 году стала чемпионкой Универсиады. В 1966 году заняла второе место на чемпионате Европы. В 1968 году на Олимпийских играх в Мехико метнула копьё на 59 м 92 см, что принесло ей серебряную медаль.
Умерла 29 августа 2024 года в возрасте 77 лет.

## Награды
- Командор Национального ордена «За заслуги» (12 марта 2020 года)[4].
- Офицер  Национального ордена «За заслуги» (1 декабря 2000 года)[5].
- Орден «За спортивные заслуги» I степени (10 декабря 2004 года)[6].